# Aphyocharax erythrurus
Aphyocharax erythrurus är en fiskart som beskrevs av Eigenmann 1912. Aphyocharax erythrurus ingår i släktet Aphyocharax och familjen Characidae. Inga underarter finns listade i Catalogue of Life.